# Фонограма (лінгвістика)
Фоногра́ма (звуковий знак) — графема, відповідна фонемі або комбінації фонем, наприклад, як букви латинської абетки або японської кани. Протипоставлена логограмі. З фонограм складається фонетична писемність (фонографія).
Термін «фонограма» утворив у середині XIX сторіччя, ймовірно, Айзек Пітман, відомий учений-стенограф.

## В єгипетській мові
У писемності Стародавнього Єгипту розрізняють три типи фонограм:
1. Одноприголосні (інакше — алфавітні знаки, зустрічаються найчастіше), позначали один приголосний звук, наприклад f, r.
2. Двоприголосні знаки, позначали два приголосних звуки, наприклад, m + n (або, коротко, mn); p + r (pr).
3. Триприголосні знаки, позначали три приголосних звуки, наприклад, n + f + r (nfr); H + t + p (Htp).